# نبيل التريكي
نبيل التريكي هورجل أعمال ونقابي وسياسي تونسي، من مدينة صفاقس وصاحب مجموعة متكونة من عدة شركات ذات أنشطة مختلفة بما في ذلك صناعة المواد الغذائية (Le Moulin)، تربية الدواجن (Chahia)، الأثاث والمنسوجات (MATEX) والبناء.
احتلت المجموعة عام 2014 المرتبة 18 من بين أكبر المجموعات الخاصة في تونس.
وهو نائب رئيس الاتحاد التونسي للصناعة والتجارة والحرف اليدوية (UTICA) ، منظمة الأعراف.